# Rozenfamilie
De rozenfamilie (Rosaceae) is een grote familie van tweezaadlobbige planten met 3000–4000 soorten in 100–120 geslachten.
De bloemen zijn meestal tweeslachtig met vijf kroonbladen en vijf kelkbladen. De kroonbladen kunnen echter ook ontbreken. Er zijn vaak een twintigtal meeldraden, het aantal varieert van 1 tot vele, waarbij het vaak een twee-, drie- of viervoud is van het aantal kroonbladen. De stijlen staan vrij en zijn maar zelden vergroeid.
Het vruchtbeginsel is onderstandig. De vruchtbladen kunnen met het vruchtbeginsel vergroeid zijn. Binnen de familie komen zowel vlezige vruchten als schijnvruchten voor.
Tot de rozenfamilie behoren bekende vruchtenplanten als aardbei, appel, framboos, peer en pruim.
De bladen staan meestal verspreid en hebben steunblaadjes.
De familie kent zowel veel sierplanten als veel gebruiksplanten. De roos is een geslacht waarin veel hybriden voor de sier gekweekt zijn.
Traditioneel wordt de familie onderverdeeld in vier onderfamilies: Rosoideae, Spiraeoideae, Maloideae en Amygdaloideae. Recent onderzoek heeft aangetoond dat deze subfamilies niet monofyletisch zijn, maar de structuur van de familie is nog niet geheel in kaart gebracht.

## Geslachten
De volgende geslachten worden behandeld in Wikipedia:
- Acaena (geslacht Stekelnootje)
- Adenostoma
- Agrimonia (geslacht Agrimonie)
- Alchemilla (geslacht Vrouwenmantel)
- Amelanchier (geslacht Krentenboompje)
- Aphanes (geslacht Leeuwenklauw)
- Aronia (geslacht Appelbes)
- Cotoneaster (geslacht Dwergmispel)
- Crataegus (geslacht Meidoorn)
- Cydonia (geslacht Kweepeer)
- Filipendula (geslacht Spirea)
- Fragaria (geslacht Aardbei)
- Geum (geslacht Nagelkruid)
- Malus (geslacht Appel)
- Mespilus
- Potentilla (geslacht Ganzerik)
- Prunus (geslacht Prunus)
- Pyracantha (geslacht Vuurdoorn)
- Pyrus (geslacht Peer)
- Rosa (geslacht Roos)
- Rubus (geslacht Braam)
- Sanguisorba (geslacht Pimpernel)
- Sorbus (geslacht Lijsterbes)

## Soorten
En de volgende soorten:
- Gewone agrimonie (Agrimonia eupatoria)
- Welriekende agrimonie (Agrimonia procera)
- Kale vrouwenmantel (Alchemilla glabra)
- Fraaie vrouwenmantel (Alchemilla mollis)
- Bergvrouwenmantel (Alchemilla monticola)
- Geelgroene vrouwenmantel (Alchemilla xanthochlora)
- Amerikaans krentenboompje (Amelanchier lamarckii)
- Canadees krentenboompje (Amelanchier canadensis)
- Drents krentenboompje (Amelanchier laevis)
- Grote leeuwenklauw (Aphanes arvensis)
- Geitenbaard (Aruncus dioicus)
- Grote boogcotoneaster (Cotoneaster bullatus)
- Wilde dwergmispel (Cotoneaster integerrimus)
- Cotoneaster kullensis
- Rimpelige mispel (Cotoneaster rehderi)
- Azarooldoorn (Crataegus azarolus)
- Tweestijlige meidoorn (Crataegus laevigata)
- Eenstijlige meidoorn (Crataegus monogyna)
- Kweepeer (Cydonia oblonga)
- Knolspirea (Filipendula vulgaris)
- Moerasspirea (Filipendula ulmaria)
- Loquat (Eriobotrya japonica)
- Bosaardbei (Fragaria vesca)
- Grote bosaardbei (Fragaria moschata)
- Knikkend nagelkruid (Geum rivale)
- Geel nagelkruid (Geum urbanum)
- Ranonkelstruik (Kerria japonica)
- Wilde appel (Malus sylvestris)
- Mispel (Mespilus germanicus)
- Aardbeiganzerik (Potentilla sterilis)
- Schijnaardbei (Potentilla indica)
- Tormentil (Potentilla erecta)
- Zilverschoon (Potentilla anserina)
- Potentilla sterneri
- Abrikoos (Prunus armeniaca)
- Zoete kers (Prunus avium)
- Kerspruim (Prunus cerasifera)
- Zure kers (Prunus cerasus)
- Pruim (Prunus domestica)
- Amandel (Prunus dulcis)
- Fujikers (Prunus incisa)
- Laurierkers (Prunus laurocerasus)
- Weichselboom (Prunus mahaleb)
- Gewone vogelkers (Prunus padus)
- Perzik (Prunus persica)
- Amerikaanse vogelkers (Prunus serotina)
- Japanse sierkers (Prunus serrulata)
- Sleedoorn (Prunus spinosa)
- Chinapeer (Pyrus bretschneideri)
- Nashipeer (Pyrus pyrifolia)
- Bosroos (Rosa arvensis)
- Duinroos (Rosa pimpinellifolia)
- Egelantier (Rosa rubiginosa)
- Hondsroos (Rosa canina)
- Viltroos (Rosa villosa)
- Dauwbraam (Rubus caesius)
- Framboos (Rubus idaeus)
- Japanse wijnbes (Rubus phoenicolasius)
- Prachtframboos (Rubus spectabilis)
- Steenbraam (Rubus saxatilis)
- Rubus vikensis
- Kleine pimpernel (Sanguisorba minor)
- Grote pimpernel (Sanguisorba officinalis)
- Lijsterbesspirea of sorbaria (Sorbaria sorbifolia)
- Wollige lijsterbesspirea of harige sorbaria (Sorbaria tomentosa)
- Meelbes (Sorbus aria)
- Wilde lijsterbes (Sorbus aucuparia)
- Peervormige lijsterbes (Sorbus domestica)
- Finse meelbes (Sorbus hybrida)
- Zweedse lijsterbes (Sorbus intermedia)
- Gedeelde meelbes (Sorbus ×thuringiaca)
- Elsbes (Sorbus torminalis)